# Семиосоциопсихология
Семиосоциопсихология, или семиосоциопсихологическая парадигма, — это комплексное междисциплинарное направление, изучающее социальную (знаковую) коммуникацию как «процесс, деятельность и универсальный механизм социокультурного (в том числе межкультурного) взаимодействия людей, как фактор формирования общественной психологии и культуры» (определение Т. М. Дридзе).
Предмет изучения семиосоциопсихологической парадигмы — социально значимые процессы, порожденные коммуникативным взаимодействием между людьми, социумами, группами, сообществами и так далее. Основным критерием оценки качества такого взаимодействия служит степень достигнутого понимания и взаимопонимания. Семиосоциопсихология является системой, открывающей один из междисциплинарных вариантов решения собственно научных и прогностических проблем на уровне субъектно-системных решений в условиях все возрастающей сложности и постнеклассическом развитии самой системы научных знаний в современном мире.
Автор семиосоциопсихологической парадигмы — Тамара Моисеевна Дридзе (1930—2000), известный российский социолог, доктор психологических наук, профессор, главный научный сотрудник Института социологии РАН.
Впервые семиосоциопсихологические методы и подходы были использованы в 1969—1974 гг. в рамках проекта «Общественное мнение», которым руководил известный российский социолог Б. А. Грушин.

## Основные положения и термины
В основе семиосоциопсихологической парадигмы лежит утверждение о возможности выделения в любом целостном, завершённом коммуникативном акте, реализованном в любой знаковой (семиотической) системе иерархически организованной структуры коммуникативно-познавательных программ, ориентированных на интенцию, а также утверждение о тождественности понятий интенциональность и смысл: и то, и другое являются самым главным, что хотел сказать, передать, выразить автор; это тот искомый результат, к которому он стремился, вступая в коммуникацию, причем и на уровне осознанных целей, и на уровне не всегда осознаваемых мотивов.
«Интенция» происходит от латинского языка (лат. intentio) и исторически обозначает «стремление, намерение, цель, направленность на какой-либо предмет». Этот термин был заимствован из античной философии и средневековой схоластики. Современные экзистенционалистская и феноменологическая философии активно применяют это понятие. В экоантропоцентрической и семиосоциопсихологической парадигмах (Дридзе, Тамара Моисеевна) термин «интенция» получает более широкий контекст. Он стал применяться к анализу различных аспектов человеческой активности. Этот анализ часто включает в себя концепцию «мотивации», которая выявляет основную причину человеческого действия. Таким образом, интенция может быть определена как совокупность мотивов и целей, или желаемого результата, лежащего в основе действий и взаимодействий людей.
Диалог или глубинное взаимопонимание возникает, когда партнеры по общению корректно интерпретируют коммуникативные намерения друг друга, что ведет к объединению их «смысловых фокусов» (коммуникативных доминант). Экспериментальные данные показали широкое распространение явления «смыслового вакуума», обусловленное несоответствием «смысловых фокусов» у участников общения.
’’Социоментальные группы’’. Эффективность коммуникации не определяется исключительно через действия автора, но и через социоментальные характеристики собеседников. Это включает в себя уровень коммуникативных и познавательных способностей, перцептивную готовность к диалогу и умение адекватно обрабатывать знаковую информацию согласно целям общения. Как ключевой социально-психологический индикатор, эти характеристики значительно воздействуют на корректность восприятия и интерпретации коммуникативных намерений, что, в свою очередь, определяет успешность диалога.
Эффективность коммуникации определяется не только особенностями коммуникативной деятельности автора, но и социоментальными характеристиками его партнёров по общению: уровнем коммуникативно-познавательных умений и перцептивной готовностью к общению, наличием навыков адекватного цели общения оперирования знаковой информацией. Выступая в роли условного группообразующего и социально-психологического фактора, эти характеристики значительно определяют корректность восприятия и анализа коммуникативных намерений, что, в свою очередь, влияет на реализацию продуктивного диалога.

## Специфика
В рамках семиосоциопсихологии утверждается, что для детального анализа коммуникационных механизмов простого рассмотрения категорий «речь» и «дискурс» недостаточно. Вместо этого предлагается концепция «коммуникативного акта». В данной категории основной акцент делается не на вопросах «о чём?», «что?» и «как?», а «почему?» и «с какой целью?» такой акт создается. Другими словами, здесь исследуется коммуникативное намерение автора, методы его внешней реализации и степень адекватности интерпретации этого намерения другими участниками коммуникативного процесса.
Различные знаки, включенные в иерархические информационные структуры, направлены на достижение, хоть и не всегда явно определённой, но предполагаемой цели коммуникации. Объединяя их, человек создает содержательную и целостную конструкцию, которая становится культурным объектом и элементом общения. Здесь запечатлевается образ коммуникативно-познавательных намерений автора, а значит, и программа по их осмыслению. В этом контексте отражается авторское коммуникативно-познавательное намерение и программа его осмысления. Эта иерархическая коммуникативная единица, основанная на внутренней потребности субъекта донести определенное намерение, формируется под влиянием как минимум трёх факторов:
1. сложной жизненной ситуации, в которой субъект оказывается, когда ряд жизненно важных обстоятельств интерпретируется им как «проблемный синдром», который требует решения через применение определённых методов и стратегий;
2. внутренних побуждений субъекта, которые представляют собой сочетание мотива и стремления к достижению конкретного результата, будь то результат спонтанного или отрефлексированного действия;
3. избранной им технологии, то есть набора приёмов воплощения своего коммуникативно-познавательного замысла.

## Метод интенционального (мотивационно-целевого) анализа
Метод интенционального (мотивационно-целевого) анализа (МИА) процессов общения — исследовательский метод (качественный), разработанный в рамках семиосоциопсихологической концепции социальной коммуникации. Основывается на эмпирически доказанных положениях об универсальности интенциональных (мотивационно-целевых) принципах функционирования любых видов социальной коммуникации и о возможности выделения в любом целостном, завершённом коммуникативном акте (произведении, материале и т. д.) иерархически организованной структуры коммуникативно-познавательных программ, ориентированных на интенцию.
Поскольку любой целостный, завершённый коммуникативный акт (по Дридзе, «текст») рассматривается «…не как речеязыковая, а как коммуникативно-познавательная единица, то есть изначально обращённое к партнёру, опредмеченное ментальное образование, „цементированное“ коммуникативной интенцией, составляющей его смысловое ядро» (Т. М. Дридзе), существуют общие, универсальные при любых формах и способах общения закономерности его структурной организации, отражающие, во-первых, «набор» структурных элементов и, во-вторых, особенности взаимозависимости (предикативности) этих структурных элементов. На основе выделения таких структур строится МИА, позволяющий выявлять скрытые, латентные «пружины» овеществления в коммуникативном акте искомой «равнодействующей мотивов и целей» автора.
Типовая интенциональная (мотивационно-целевая) структура целостного, завершённого коммуникативного акта:
- 1-й уровень — сверхзадача, замысел, цель, целеполагание, коммуникативное намерение, мотивация общения (в комплексе — интенция). Большей частью вербально не выражена или выражена частично;
- 2-й уровень — тезисы и контртезисы;
- 3-й уровень — аргументы и контраргументы;
- 4-й уровень — иллюстрации (к тезису, аргументам, к разъяснениям тезиса, аргументов, к проблемной ситуации);
- 5-й уровень — фоны (к цели сообщения, к тезисам, аргументам, иллюстрациям);
- 6-й уровень — фоны к фонам.

Все уровни «пронизывает» проблемная ситуация, вызвавшая к жизни данный акт коммуникации. И проблемная ситуация, и все уровни структуры ориентированы на интенцию, служат её реализации. Составление мотивационно-целевой структуры начинается с выявления социокультурного фона, в котором происходил коммуникативный акт, а также определения проблемной ситуации. В отличие от речи и дискурса, которые «…подчинены законам языка как системы и, актуализируя эту систему, „развертываются“ линейно» (Т. М. Дридзе), коммуникативный акт нелинеен: во временном, фактическом следовании его разных компонентов (при транслировании и, соответственно, восприятии) их иерархичность по отношению к интенции, как правило, не соблюдается (например, в телепередаче сначала может идти музыкальная заставка и только затем сообщаются некие идеи, факты).
МИА позволяет также проследить, как воспринятое произведение «преломилось» в сознании личности. Процедура основана на анализе особенностей его интерпретирования после восприятия (для этих целей в анкету включаются открытые вопросы с различными просьбами и заданиями). Сопоставление исходной, объективно существующей структуры конкретного произведения со структурой, отражающей особенности восприятия этого же произведения, позволяет определить, понял ли респондент интенциональность коммуникатора, различает ли главное, второстепенное, третьестепенное и т. д. (по отношению к интенциональности), запомнил ли основные логические и эмоциональные «узлы» (речь идёт не о согласии с автором — только о понимании).
Интерпретации коммуникативных интенций подразделяются на адекватные, частично адекватные и неадекватные. Это зависит не от врожденных характеристик, а от уровня коммуникативных умений человека. Возможность оценки качества интерпретирования позволяет дифференциацию по социоментальным группам (синонимы: «группы сознания», группы по уровню развития коммуникативных навыков). При адекватной интерпретации происходит смысловой контакт, при котором совмещаются «смысловые фокусы» порождаемого и интерпретируемого произведения; отсутствие смыслового контакта характеризуется как коммуникативный сбой.
МИА, как правило, используется в комплексных исследованиях, в сочетании с традиционными социологическими и социально-психологическими методами и подходами. Сопоставление результатов всех этапов изучения позволяет социальную диагностику и социально ориентированное проектирование: выявляются коммуникативные сбои и их причины, разрабатываются рекомендации, способствующие достижению диалога с аудиторией, анализируются особенности эмоционального и поведенческого реагирования разных групп аудитории, прежде всего социоментальных групп, по отношению к содержанию, автору, личности, социальному явлению, процессу.

## Социоментальные группы
Социоментальные группы — термин семиосоциопсихологической концепции социальной коммуникации, характеризующий особенности ориентирования в коммуникационных процессах, степень адекватности понимания и интерпретирования целостных, завершённых коммуникативных актов (произведений, материалов и т. д., реализованных в любой семиотической системе). Используются также синонимичные термины «группы сознания», «интерпретационные группы», «группы по коммуникативным (интерпретационным) навыкам», «группы по особенностям восприятия».
Процедура определения степени адекватности понимания и интерпретирования (целостных, завершённых коммуникативных актов) операционализирована, благодаря методу интенционального (мотивационно-целевого анализа). Для этой цели выявляются, во-первых, мотивационно-целевые структуры произведений, ставших предметом анализа и, во-вторых, мотивационно-целевые структуры интерпретаций этих же произведений респондентом в «открытых вопросах» комплексной многоуровневой анкеты. Сопоставление результатов первого и второго этапов изучения позволяет оценить степень адекватности понимания и интерпретирования. Искомой точкой отсчёта (той, по отношению к которой происходит оценка) оказывается авторская интенциональность, или, или, по определению Т. М. Дридзе, «равнодействующая мотивов и целей общения».
Следует подчеркнуть, что речь идёт не о согласии или несогласии с коммуникатором (автором) — только о понимании. Не идёт речь и о «правильном» или «неправильном» восприятии. Однако умение адекватно понимать «равнодействующую мотивов и целей» коммуникатора — это социально значимое качество, необходимое для конструктивных взаимодействий.
Различают адекватные, частично адекватные и неадекватные интерпретации и, соответственно, адекватное восприятие; частично адекватное восприятие; неадекватное восприятие. Полученные результаты позволяют дифференцировать респондентов по уровню развития коммуникативных навыков. Согласно исследовательским данным, характеристики личности знающей, творческой, ориентированной на взаимопонимание и конструктивные взаимодействия, ответственной в социальной и профессиональной сферах, неразрывно связаны с высоким уровнем коммуникативных навыков. Серия проведённых экспериментов свидетельствуют, что при проведении специальных обучающих мероприятий коммуникативные навыки поддаются корректировке.
Для высокого уровня коммуникативных навыков не является панацеей ни возраст, ни пол, ни место жительства, ни род занятий, ни даже уровень образования, однако зафиксирована тенденция к их совершенствованию в связи с возрастом. Приведём обобщённые данные об уровне развития коммуникативных навыков среди всех возрастных категорий при восприятии художественных произведений: высокий — 25 %; средний — 47 %; низкий — 28 %.
Впервые данные о социоментальных группах и их параметрах получены в проекте «Общественное мнение», проведённом в 1969—1974 гг. в г. Таганроге (Б. А. Грушин, Т. М. Дридзе). В этом проекте впервые в социальной науке был заявлен термин «группы сознания». «Феномен „групп сознания“ принципиален для понимания социокультурных процессов: это …неразличимые на первый взгляд, но объективно существующие, принимающие решения и действующие „условные“ совокупности людей, которые в зависимости от их ментальности, то есть от интеллектуального и социокультурного потенциала, интенциональности (направленности сознания), атенционных способностей (свойств их индивидуального внимания), ценностных ориентаций, волевых и нравственных качеств, интересов, сложившейся у них оценки их жизненной ситуации и т. п., по-разному интерпретируют не только информацию, но и реально наблюдаемые ими события и явления» (Т. М. Дридзе).
Задача массового развития коммуникативных навыков социально значимая, связанная с качественными характеристиками того пространственно-временного континуума, в котором мы все живём.